# Новакова пећина
Новакова пећина је пећина која се налази изнад локалитета Цареве Воде, на територији општине Пале, град Источно Сарајево. Пећина се налази на стрмим литицама Романије, на надморској висини од 1515 метара. Испод Новакове пећине се налази село Ћемановићи, и заселак Цареве Воде, који је познат по истоименим изворима, који су уједно и најпознатије врело у широком појасу Романије. У давним временима, османске окупације простора Босне и Херцеговине, поред Царевих вода је водио Цариградски друм, који је једно вријеме спадао међу најважније путеве Османског царства у Босни.
Пећина је добила име по старом народном јунаку Старини Новаку. Старина Новак је историјска личност из друге половине 16. вијека, који се у хајдуке одметнуо због зулума проклете Јерине. Хајдуковао је по Србији и Херцеговини, али се најдуже задржао на Романији и као ријетко која личност оставио у народу дубоког траг. Његови посмртни остаци су 1926. заједно са костима убијених 1914. године пренесени у заједничку гробницу поред цркве Успења Пресвете Богородице на Палама.

## Изглед и истраживања
Спелеоморфолошки гледано, сама пећина се састоји од два канала, хоризонталног и вертикалног канала или оџака, којим је пећина повезана са Романијским платоом. Укупна дужина свих канала пећине износи 60 метара. У горњем дијелу улаза у пећину налази се камени зид који, по народним предањима, потиче из времена хајдука Старине Новака.
Током новембра мјесеца 1958. године, десило се прво значајније истраживање Новакове пећине, када су су планинари Планинарског друштва "Жељезничар" из Сарајева, прокрчили пут до саме пећине, истражили њену унутрашњост то јесте хоризонтални канал, а вертикалним каналом се попели до платоа на врху стијене. Пут до саме пећине је доста стрм и тежак, па се дуго године нису вршила никаква истраживања, све до 11. новембра 1962. када су истраживања поновно покренута. Приликом ових истраживања одлучено је да се на прелазу из првог у други дио пећине поставе жељезна врата, што је у неколико наредних година и реализовано.
Данас до Новакове пећине, као једне од значајних туристичких мјеста Сарајевско-романијске регије постоји уређен и уредно обиљежен пут. Сам успон до Новакове пећине почиње од ловачког дома на Мајданима или планинарског дома у Стајни који је у непосредној близини Пала, и налази се све 4-5 километара удаљености од самог града. Стаза прво води до Новаковог врела, великог планинског корита. Пјешачење кроз густу четинарску шуму води до Новакове њиве, мјеста погодног за камповање и одмор. Пут до пећине је ојачан сајлама, јер је доста стрм и тежак.